# Gonomyia (Gonomyia) moheliana
Gonomyia (Gonomyia) moheliana is een tweevleugelige uit de familie steltmuggen (Limoniidae). De soort komt voor in het Afrotropisch gebied.